# Spergularia tangerina
Spergularia tangerina är en nejlikväxtart som beskrevs av P. Monnier. Spergularia tangerina ingår i släktet rödnarvar, och familjen nejlikväxter. Inga underarter finns listade i Catalogue of Life.